# August Neidhardt von Gneisenau
August Wilhelm Antonius Graf Neidhardt von Gneisenau (Schildau, Sajonia, Alemania, 27 de octubre de 1760-Posen, Alemania, 23 de agosto de 1831) fue un militar prusiano, mariscal de campo desde 1825. Fue una figura prominente en la reforma del Ejército prusiano y en las Guerras de Liberación (Sexta Coalición).

## Biografía

### Primeros años
Gneisenau nació en Schildau, cerca de Torgau, en el Electorado de Sajonia. Hijo de un teniente sajón de artillería, August Wilhelm Neidhardt, y de su esposa María Eva Neidhardt, nacida Müller. Creció en gran pobreza en Schildau y más tarde en Wurzburgo y Erfurt. En 1777 se matriculó en la Universidad de Erfurt, pero dos años más tarde se alistó en un regimiento austríaco acuartelado allí. En 1782, tomando el nombre adicional de Gneisenau, referente a unas propiedades perdidas de su familia en Austria, entró como oficial al servicio del margrave de Bayreuth-Ansbach. Con uno de los regimientos de mercenarios de dicho príncipe tomó parte activa al servicio del bando británico durante la Guerra de Independencia de los Estados Unidos, donde adquirió valiosa experiencia. Volviendo en 1786, solicitó el ingreso en el ejército prusiano, y el rey Federico el Grande le dio el grado de teniente primero de infantería.
Convertido en Stabskapitän (capitán de Plana Mayor) en 1790, Gneisenau sirvió en Polonia durante 1793-1794. Diez años de vida tranquila en la guarnición de Jauer le permitieron emprender un amplio abanico de estudios de historia militar y política. En 1796 se casó con Caroline von Kottwitz.

### Guerras Napoleónicas
En 1806 Gneisenau sirvió como uno de los oficiales del Estado Mayor del Príncipe de Hohenlohe y combatió en las batallas de Saalfeld y Jena. Un poco más tarde comandó una brigada de infantería que combatió a las órdenes de L'Estocq en la campaña lituana. A principios de 1807, el Ejército prusiano envió al mayor von Gneisenau como comandante a Kolberg, que a pesar de contar con un pequeño contingente mal protegido, con la asistencia adicional de Schill y Nettelbeck consiguió resistir a las fuerzas de Napoleón hasta la Paz de Tilsit. El comandante recibió la muy preciada Pour le Mérite y el ascenso a teniente coronel.
Ahora se le abrió a Gneisenau una amplia esfera de trabajo. Como jefe de ingenieros y miembro de un comité de reorganización, jugó un papel importante, junto con Scharnhorst, en la reorganización del Ejército prusiano. Aunque primeramente se dedicó al problema de la reorganización militar, también ejerció considerable influencia en la política general del Ministerio. Coronel en 1809, pronto atrajo sobre sí, por su energía, las sospechas de los ocupantes franceses, y la caída de Stein (enero de 1809) fue pronto seguida por el retiro de Gneisenau. Pero, después de visitar Austria, la Rusia imperial, Suecia e Inglaterra en misiones secretas, retornó a Berlín y reanudó su puesto como jefe del partido patriótico.
En operaciones militares abiertas y en secretas maquinaciones, su energía y patriotismo fueron puestos igualmente a prueba. Al estallar las Guerras de Liberación, el mayor general Gneisenau se convirtió en intendente general de Blücher. Así empezó la relación entre estos dos militares que la historia ha labrado como uno de los mejores ejemplos de cooperación armoniosa entre un comandante y su jefe de Estado Mayor. Con Blücher, Gneisenau sirvió en la conquista de París; su carácter militar se complementaba perfectamente con el de Blücher, y bajo esta unión feliz las jóvenes tropas de Prusia, a veces derrotadas pero nunca desalentadas, lucharon en su camino hacia el corazón de Francia. El plan de marchar hasta París, que llevaba directamente a la caída de Napoleón, fue específicamente el trabajo del jefe de Estado Mayor. En 1814, como reconocimiento por su distinguido servicio, Gneisenau —juntamente con Yorck, Kleist y Bülow— fue elevado a conde, mientras que al mismo tiempo Blücher fue elevado a Príncipe de Wahlstatt.
En 1815, una vez más como jefe del Estado Mayor de Blücher, Gneisenau jugó un papel muy conspicuo en la campaña de Waterloo. Más antiguos generales, como Yorck y von Kleist, fueron apartados con el propósito de que el jefe del Estado Mayor tomara el mando en caso de necesidad, y cuando en el campo de batalla de Ligny el viejo mariscal estuvo indispuesto, Gneisenau asumió el mando del ejército prusiano. Reunió al ejército, dirigido a Wavre de donde una parte marchó para unirse a Wellington en la Batalla de Waterloo el 18 de junio de 1815, donde el ataque por el flanco de los prusianos ayudó a decidir la batalla.
En el campo de Waterloo, Gneisenau organizó una persecución que culminó con la captura del carruaje de Napoleón. En los días que siguieron a la batalla, Gneisenau vio cómo las fuerzas prusianas alcanzaban París antes que Wellington. En recompensa, Gneisenau logró un nuevo ascenso y fue nombrado caballero de la Orden del Águila Negra.

### Vida posterior
En 1816 Gneisenau fue seleccionado como comandante del VIII Cuerpo prusiano, aunque pronto se retiraría del servicio, tanto por mala salud como por motivos políticos.
Durante dos años Gneisenau vivió retirado en su finca en Erdmannsdorf, en Silesia, pero en 1818 fue nombrado gobernador de Berlín, como sucesor de Kalckreuth, y miembro del Staatsrat (Consejo del Estado). En 1825 fue ascendido a mariscal de campo. En 1831, poco después de que estallara la insurrección polaca de 1830, fue seleccionado para el mando del Ejército de Observación de la frontera polaca, con Clausewitz como su jefe de Estado Mayor. En Posen fue afectado por el cólera y murió el 24 de agosto de 1831, pronto seguido por su jefe de Estado Mayor, quien cayó víctima de la misma enfermedad en noviembre.

## Legado

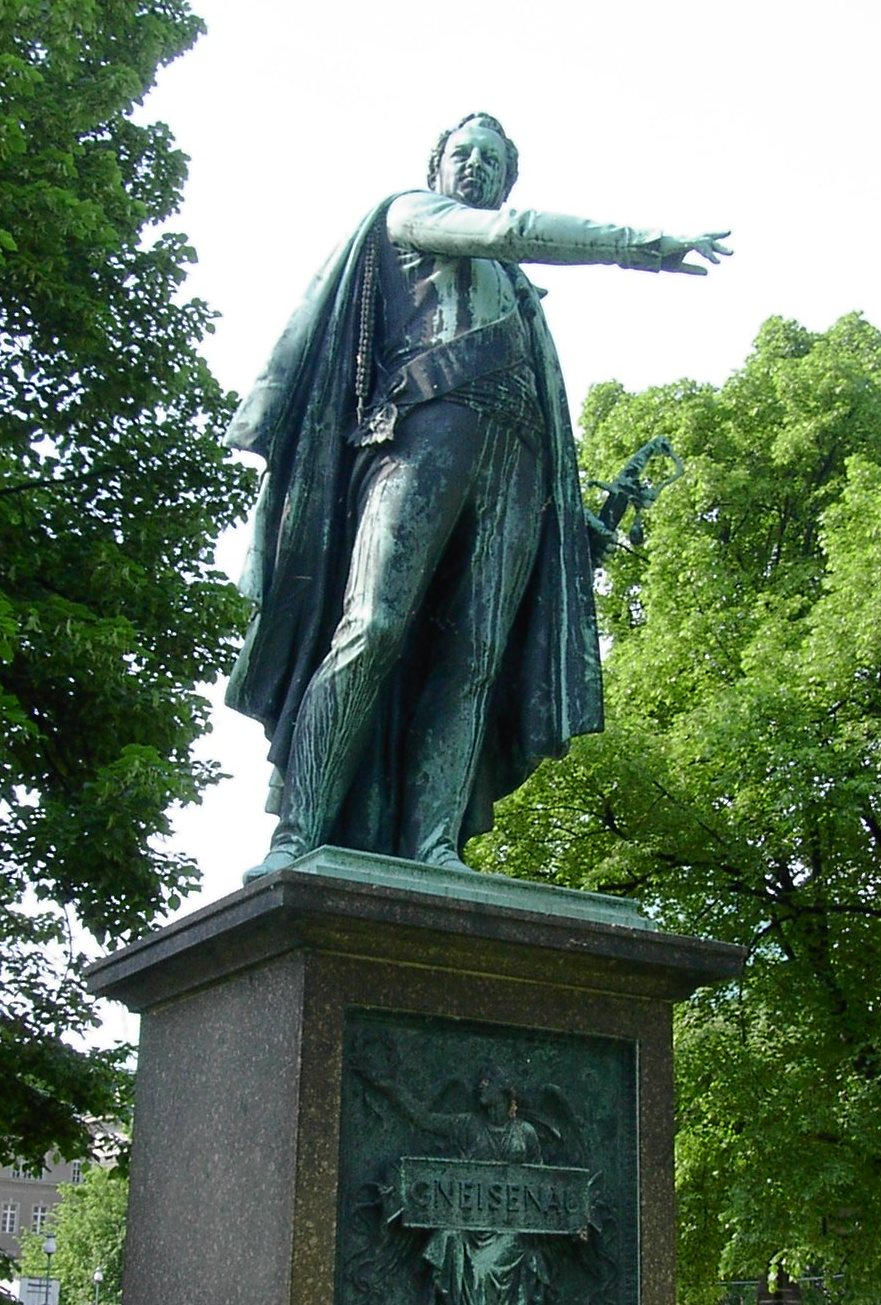
Estatua de Gneisenau, Unter den Linden, Berlín, por Christian Daniel Rauch.

Como soldado, Gneisenau probó ser el más importante general prusiano desde Federico el Grande. Como hombre, su noble carácter y vida virtuosa le aseguraron el afecto y reverencia no solo de sus superiores y subordinados en el servicio, sino de toda la nación prusiana. Una estatua del escultor Christian Daniel Rauch fue erigida en Berlín en 1855, y en memoria del sitio de 1807, el regimiento de granaderos de Kolberg recibió su nombre en 1889. Uno de sus hijos encabezó una brigada del VIII Cuerpo de Ejército en la Guerra franco-prusiana de 1870.
Varios navíos alemanes, incluyendo el crucero armado de la I Guerra Mundial SMS Gneisenau, el crucero de batalla de la II Guerra Mundial Gneisenau y una fragata de la posguerra fueron nombrados en su honor.
Además, varias ciudades alemanas tienen calles con el nombre «Gneisenaustrasse» (Calle de Gneisenau), tales como Berlín (que también tiene una estación de ferrocarril U-bahn con su nombre), Leipzig, Hamburgo y Heidelberg.